# Final de la Copa Africana de Naciones 2002

Fue en el Estadio del 26 de Marzo donde se disputó la final.

La final de la Copa Africana de Naciones de 2002 fue jugada en el Estadio del 26 de Marzo el 13 de febrero de 2002, los finalistas del torneo fueron la selección de Senegal y la selección de Camerún. El partido acabó en un empate sin goles por lo cual se tuvo que recurrir a la definición por penales para dirimir al campeón, en aquella instancia Alioum Boukar se alzó como el héroe de la jornada al atajar 2 tiros que le valieron a Camerún obtener su cuarta corona continental, logrando de paso retener con éxito el título alcanzado en la edición anterior, además de ser el único equipo en la historia de la competición en conseguir el bicampeonato a través de dos definiciones por penales consecutivas.

## Enfrentamiento
| Bandera de Senegal | vs. | Bandera de Camerún |
| Senegal 0 (2)      | vs. | Camerún 0 (3)      |
| ------------------ | --- | ------------------ |

## Camino a la final
| Equipo  | Pts. | PJ | PG | PE | PP | GF | GC | Dif |
| ------- | ---- | -- | -- | -- | -- | -- | -- | --- |
| Senegal | 7    | 3  | 2  | 1  | 0  | 2  | 0  | 2   |
| Egipto  | 6    | 3  | 2  | 0  | 1  | 3  | 2  | 1   |
| Túnez   | 2    | 3  | 0  | 2  | 1  | 0  | 1  | -1  |
| Zambia  | 1    | 3  | 0  | 1  | 2  | 1  | 3  | -2  |

| Equipo          | Pts. | PJ | PG | PE | PP | GF | GC | Dif |
| --------------- | ---- | -- | -- | -- | -- | -- | -- | --- |
| Camerún         | 9    | 3  | 3  | 0  | 0  | 5  | 0  | 5   |
| R. D. del Congo | 4    | 3  | 1  | 1  | 1  | 3  | 2  | 1   |
| Togo            | 2    | 3  | 0  | 2  | 1  | 0  | 3  | -3  |
| Costa de Marfil | 1    | 3  | 0  | 1  | 2  | 1  | 4  | -3  |

## Partido
| 1          | Guardameta     | Tony Sylva      |      |
| 2          | Defensa        | Omar Daf        |      |
| 6          | Defensa        | Aliou Cissé     |      |
| 13         | Defensa        | Lamine Diatta   |      |
| 17         | Defensa        | Ferdinand Coly  |      |
| 10         | Centrocampista | Khalilou Fadiga |      |
| 15         | Centrocampista | Salif Diao      |      |
| 19         | Centrocampista | Papa Bouba Diop | 91'  |
| 22         | Centrocampista | Makhtar N'Diaye | 46'  |
| 7          | Delantero      | Henri Camara    | 106' |
| 11         | Delantero      | El Hadji Diouf  |      |
| Entrenador | Entrenador     | Bruno Metsu     |      |

| 1          | Guardameta     | Alioum Boukar      |      |
| 2          | Defensa        | Bill Tchato        |      |
| 3          | Defensa        | Pierre Womé        |      |
| 4          | Defensa        | Rigobert Song      |      |
| 5          | Defensa        | Raymond Kalla      |      |
| 12         | Defensa        | Lauren Bisan-Etame |      |
| 8          | Centrocampista | Geremi Njitap      |      |
| 17         | Centrocampista | Marc-Vivien Foé    |      |
| 20         | Centrocampista | Salomon Olembé     |      |
| 9          | Delantero      | Samuel Eto'o       |      |
| 11         | Delantero      | Pius Ndiefi        | 105' |
| Entrenador | Entrenador     | Winfried Schäfer   |      |

| 14 | Centrocampista | Moussa N'Diaye    | 46'  |
| 12 | Centrocampista | Amdy Faye         | 91'  |
| 9  | Delantero      | Souleymane Camara | 106' |

| 19 | Centrocampista | Patrick Suffo | 105' |

| Amonestado | 88'   | Henri Camara   |
| Amonestado | 90+2' | El Hadji Diouf |
| Amonestado | 95'   | Ferdinand Coly |

| Amonestado | 23' | Marc-Vivien Foé |
| Amonestado | 60' | Bill Tchato     |
| Amonestado | 62' | Samuel Eto'o    |

|                 |                  | 0:0 | Fallo de penal   | Pierre Womé        |
| Ferdinand Coly  | Acierto de penal | 1:0 |                  |                    |
|                 |                  | 1:1 | Acierto de penal | Patrick Suffo      |
| Khalilou Fadiga | Acierto de penal | 2:1 |                  |                    |
|                 |                  | 2:2 | Acierto de penal | Lauren Bisan-Etame |
| Amdy Faye       | Fallo de penal   | 2:2 |                  |                    |
|                 |                  | 2:3 | Acierto de penal | Geremi Njitap      |
| El Hadji Diouf  | Fallo de penal   | 2:3 |                  |                    |
|                 |                  | 2:3 | Fallo de penal   | Rigobert Song      |
| Aliou Cissé     | Fallo de penal   | 2:3 |                  |                    |

| Árbitro | Gamal Al-Ghandour |

| 1          | Guardameta     | Tony Sylva      |      |
| 2          | Defensa        | Omar Daf        |      |
| 6          | Defensa        | Aliou Cissé     |      |
| 13         | Defensa        | Lamine Diatta   |      |
| 17         | Defensa        | Ferdinand Coly  |      |
| 10         | Centrocampista | Khalilou Fadiga |      |
| 15         | Centrocampista | Salif Diao      |      |
| 19         | Centrocampista | Papa Bouba Diop | 91'  |
| 22         | Centrocampista | Makhtar N'Diaye | 46'  |
| 7          | Delantero      | Henri Camara    | 106' |
| 11         | Delantero      | El Hadji Diouf  |      |
| Entrenador | Entrenador     | Bruno Metsu     |      |

| 1          | Guardameta     | Alioum Boukar      |      |
| 2          | Defensa        | Bill Tchato        |      |
| 3          | Defensa        | Pierre Womé        |      |
| 4          | Defensa        | Rigobert Song      |      |
| 5          | Defensa        | Raymond Kalla      |      |
| 12         | Defensa        | Lauren Bisan-Etame |      |
| 8          | Centrocampista | Geremi Njitap      |      |
| 17         | Centrocampista | Marc-Vivien Foé    |      |
| 20         | Centrocampista | Salomon Olembé     |      |
| 9          | Delantero      | Samuel Eto'o       |      |
| 11         | Delantero      | Pius Ndiefi        | 105' |
| Entrenador | Entrenador     | Winfried Schäfer   |      |

| 14 | Centrocampista | Moussa N'Diaye    | 46'  |
| 12 | Centrocampista | Amdy Faye         | 91'  |
| 9  | Delantero      | Souleymane Camara | 106' |

| 19 | Centrocampista | Patrick Suffo | 105' |

| Amonestado | 88'   | Henri Camara   |
| Amonestado | 90+2' | El Hadji Diouf |
| Amonestado | 95'   | Ferdinand Coly |

| Amonestado | 23' | Marc-Vivien Foé |
| Amonestado | 60' | Bill Tchato     |
| Amonestado | 62' | Samuel Eto'o    |

|                 |                  | 0:0 | Fallo de penal   | Pierre Womé        |
| Ferdinand Coly  | Acierto de penal | 1:0 |                  |                    |
|                 |                  | 1:1 | Acierto de penal | Patrick Suffo      |
| Khalilou Fadiga | Acierto de penal | 2:1 |                  |                    |
|                 |                  | 2:2 | Acierto de penal | Lauren Bisan-Etame |
| Amdy Faye       | Fallo de penal   | 2:2 |                  |                    |
|                 |                  | 2:3 | Acierto de penal | Geremi Njitap      |
| El Hadji Diouf  | Fallo de penal   | 2:3 |                  |                    |
|                 |                  | 2:3 | Fallo de penal   | Rigobert Song      |
| Aliou Cissé     | Fallo de penal   | 2:3 |                  |                    |

| Árbitro | Gamal Al-Ghandour |

|                    |
| Bandera de Camerún |
| Campeón Camerún    |
| 4.to título        |